# Nienawiszcz Mała
Nienawiszcz Mała (także: Jezioro Nienawiskie Małe) – jezioro zlokalizowane w gminie Rogoźno.
Jest najmniejszym z jezior gminy Rogoźno. Jego powierzchnia wynosi 6,21 ha, długość - 470 m, szerokość - 135 m, długość linii brzegowej – 1150 m, głębokość - 6,5 m, głębokość średnia - 2,8 m. Znajduje się na północ od jeziora Nienawiszcz Duża, oddzielone od niego zabudową wsi Nienawiszcz. Brzegi, porośnięte trzciną, przechodzą w wysokie skarpy w znacznej części zajęte przez owocowe sady.